# اضطراب معصرة أودي
اضطراب معصرة أودي، مجموعة من الاضطرابات الوظيفية التي تؤدي إلى آلام في البطن بسبب اختلال وظيفي في معصرة أودي، وهي عضلة دائرية موجودة في الجزء السفلي من الشجرة الصفراوية التي تتحكم في إفراز العصارة البنكرياسية والصفراء في القسم الثاني من الاثني عشر. من المعروف أن السبب في هذه الحالة يشمل التضيق أو خلل الحركة في معصرة أودي (خاصة بعد استئصال المرارة)؛ وبالتالي، استُخدم مصطلح خلل الحركة الصفراوية ومتلازمة استئصال ما بعد المرارة لوصف هذه الحالة. يمكن أن يؤدي كل من التضيق وخلل الحركة إلى إعاقة التدفق عبر معصرة أودي وبالتالي يمكن أن يتسبب في احتباس الصفراء في الشجرة الصفراوية ومفرزات البنكرياس في القناة البنكرياسية.
يعاني المرضى من آلام في البطن تشبه الاضطرابات الهيكلية أو الالتهابية في المرارة أو الشجرة الصفراوية أو البنكرياس. من بين الميزات الأخرى، يكون الألم عادةً في الجزء العلوي من البطن أو في الربع العلوي الأيمن، ويستمر لمدة 30 دقيقة أو أكثر، ولا يرتبط بوجود أي خلل بنيوي يمكن أن يؤدي إلى هذه الأعراض. يصنف الاضطراب إلى نوعين فرعيين: نوع تبقى فيه مستويات أنزيمات البنكرياس طبيعية (الأميلاز والليباز)، ونوع ترتفع فيه مستويات هذه الأنزيمات.

## التصنيف
حُدّدت وصُنفت الاضطرابات الوظيفية في المرارة والقناة الصفراوية والبنكرياس وفقًا لمعايير معينة. تحدد المعايير ثلاثة أنواع من الاضطرابات الوظيفية في المرارة والقناة الصفراوية والبنكرياس، واضطراب المرارة الوظيفي. يجب توفر جميع المعايير التالية كجزء من تعريف الاضطراب الوظيفي في المرارة:
- يجب أن يكون الألم موجودًا في الجزء العلوي من البطن أو الربع العلوي الأيمن.
- يجب أن تستمر نوبات الألم لمدة 30 دقيقة على الأقل.
- يجب أن تكون الأعراض متكررة وتحدث على فترات متفاوتة.
- يجب أن يزداد الألم تدريجيًا حتى يصل إلى مستوى ثابت.
- يجب أن يكون الألم شديدًا بما يكفي ليعيق أنشطة المريض اليومية، أو أن يجبره على القدوم إلى قسم الطوارئ.
- يجب ألا يخف الألم عند تغيير الوضعية أو استخدام مضادات الحموضة.
- يجب استبعاد الاضطرابات الهيكلية الأخرى التي يمكن أن تسبب هذه الأعراض.

## الفيزيولوجيا المرضية
تشترك آليتان في تطور المرض، وقد يكون أحدهما أو كليهما مساهمًا في الحالة: تضيق معصرة أودي (يُطلق عليه أيضًا تضيق حليمي)، وخلل الحركة أو التغير في وظيفة معصرة أودي (وتسمى أيضًا خلل الحركة الصفراوية). الأفراد الذين يعانون من وجود تضيق عادة ما يكون لديهم ضغط قاعدي مرتفع في المعصرة، بسبب مشكلة تشريحية، مثل المرور المتكرر لحصيات المرارة عبر أمبولة فاتر، أو رض ناتج عن إجراءات مثل تصوير البنكرياس والقنوات الصفراوية عبر التنظير أو الجراحة الصفراوية أو التهابات القناة الصفراوية المشتركة. في المقابل، فإن خلل الحركة هو اضطراب وظيفي، إذ يوجد انسداد متقطع في القناة الصفراوية بسبب التشنجات غير المناسبة.

## التشخيص
تُجرى اختبارات الكيمياء الحيوية للكبد وقياس أنزيمات البنكرياس. جنبًا إلى جنب مع استبعاد وجود التشوهات الهيكلية، عادةً عن طريق إجراء التصوير بالأمواج فوق الصوتية للبطن وتصوير البنكرياس والأقنية الصفراوية بالتنظير الباطني بالطريق الراجع إذ تساعد هذه الاختبارات في تقييم خيارات العلاج المختلفة. من الأفضل تشخيص اضطراب معصرة أودي باستخدام قياس الضغوط - وهو اختبار داخلي يُجرى لقياس الضغوط داخل القنوات المحيطة لتحديد ما إذا كانت العضلات تعمل بشكل طبيعي أم لا.

## العلاج
تعد الأدوية (لمنع التشنجات) أو بضع المعصرة (إجراء جراحي لقطع العضلات) هي العلاجات القياسية المستخدمة حاليًا لعلاج اضطراب معصرة أودي، ويكون اختيار الأفضلية بينهما بناءً على تصنيف الحالة.